# Frank Hornby
Frank Hornby (nascut el 15 de maig del 1863 a Liverpool, mort a Liverpool 21 de setembre del 1936) va ser un inventor, polític i home de negocis britànic, inventor del joc de construcció de Meccano.

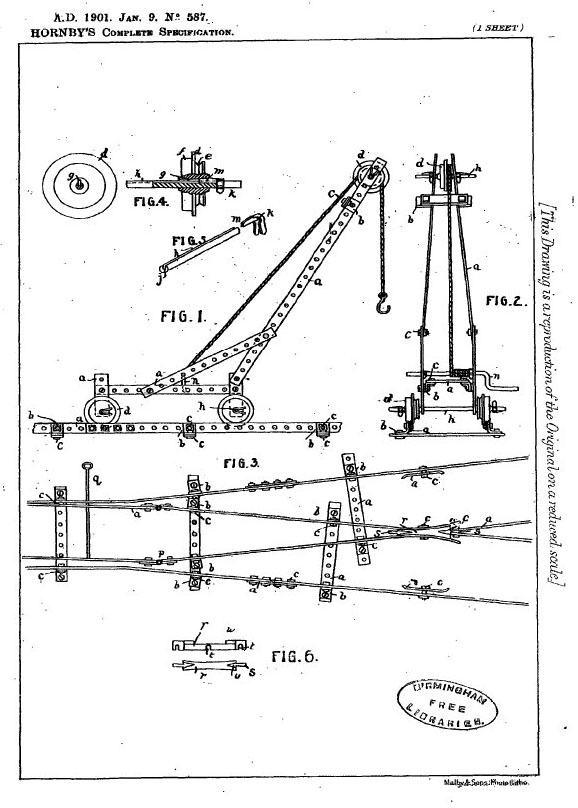
Dibuix del joc afegit a la demanda de patent n°587 del 1901

Amb gran perspicàcia en el desenvolupament i construcció de joguines, va idear i produir tres de les línies de joguines més populars del segle XX: Meccano el 1901, els trens Hornby el 1920 i les miniatures Dinky Toys a principis de 1934.
Meccano Ltd fundada el 1908, és la companyia que produeix i distribueix el joc Meccano, que consisteix en diverses peces de metall i elèctriques, per a la construcció de models i dispositius mecànics. El 2013 el Museu de Liverpool li va dedicar una exposició a l'ocasió del 150é aniversari del seu naixement.